# Främre Orienten
Främre Orienten är ett historiskt namn med ursprung i Europas Medelhavskulturer som avser den del av Orienten (området österut) som låg dem närmast. Området motsvarar sydvästra Asien och nordöstra Afrika som huvudsakligen är beläget vid östra Medelhavet. Avgränsningen varierar, men kärnområdet är Levanten (motsvaras av de nutida länderna Syrien, Libanon, Jordanien, Israel och Palestina). Utöver detta kärnområde räknas i regel Mesopotamien (dvs dagens Irak) och Egypten. Mer tveksamt är om Arabiska halvön och delar av Turkiet (historiskt benämnt Mindre Asien) ska räknas till Främre Orienten. Konstruktionen Främre Orienten är europeisk; ur kinesisk eller indisk synvinkel är området varken "främre" eller "östligt". Namnet har idag ofta ersatts av begreppet Mellanöstern, som också har en europeisk utgångspunkt, men som ändå fått bred spridning.
Sydvästasien är ett annat namn på samma område, i öster begränsat av Indus, i norr av Svarta havet och Kaspiska havet.

## Historia
I Främre Orienten började människan bedriva jordbruk omkring 8000 f.Kr. i den bördiga halvmånen. De natufiska boplatserna från 11000 f.Kr. är bland de tidigaste tecknen på människans övergång till ett bofast liv. Flera kulturer utvecklades under neolitisk tid då människan blivit bofast och de första städerna uppkom. Bronsåldern inleddes omkring 3500 f.Kr. och skrivkonsten uppfanns omkring 3000 f.Kr. Vid denna tid organiserades de första stadsstaterna, vilka senare skulle bilda grunden för de stora forntida kungarikena Akkad, Assyrien, Babylonien, det forntida Egypten, Hettiterriket, Mitanni, och Persien.
Hela regionen erövrades av Alexander den store på 330-talet f.Kr. och vid tiden för Kristi födelse var större delen av Främre Orienten en del av Romarriket. Ett persiskt rike kontrollerade senare Iran och tidvis Mesopotamien, medan nuvarande Turkiet och Medelhavsområdet tillhörde det Bysantinska riket. Främre Orienten erövrades av araber på 600-talet e.Kr. förutom det bysantinska Anatolien, vilket blev islamiskt efter erövringen av Konstantinopel år 1453.
Efter första världskriget upplöstes det Osmanska riket och stora delar av regionen blev europeiska kolonier fram till andra världskriget.

## Tidslinje
| Epok                | Tid                                     | Kulturgrupp               |
| ------------------- | --------------------------------------- | ------------------------- |
| Stenåldern          | Paleolitikum 2 000 000 - 8300 f.Kr.     | Natufisk kultur           |
| Stenåldern          | Neolitikum 8300 - 4500 f.Kr.            | Hassuna                   |
| Stenåldern          | Neolitikum 8300 - 4500 f.Kr.            | Halaf                     |
| Stenåldern          | Neolitikum 8300 - 4500 f.Kr.            | Ubaid                     |
| Stenåldern          | Neolitikum 8300 - 4500 f.Kr.            | Sumer                     |
| Stenåldern          | Neolitikum 8300 - 4500 f.Kr.            | Merimde                   |
| Stenåldern          | Kalkolitikum 4500 - 3300 f.Kr.          | Uruk                      |
| Stenåldern          | Kalkolitikum 4500 - 3300 f.Kr.          | Badari                    |
| Stenåldern          | Kalkolitikum 4500 - 3300 f.Kr.          | Naqada                    |
| Bronsåldern         | Tidiga bronsåldern 3300 - 2000 f.Kr.    | Egyptiska Gamla riket     |
| Bronsåldern         | Tidiga bronsåldern 3300 - 2000 f.Kr.    | Akkad                     |
| Bronsåldern         | Tidiga bronsåldern 3300 - 2000 f.Kr.    | Elam                      |
| Bronsåldern         | Tidiga bronsåldern 3300 - 2000 f.Kr.    | Ebla                      |
| Bronsåldern         | Mellersta bronsåldern 2000 - 1550 f.Kr. | Egyptiska Mellersta riket |
| Bronsåldern         | Mellersta bronsåldern 2000 - 1550 f.Kr. | Gammal-assyriska riket    |
| Bronsåldern         | Mellersta bronsåldern 2000 - 1550 f.Kr. | Gammal-babyloniska riket  |
| Bronsåldern         | Mellersta bronsåldern 2000 - 1550 f.Kr. | Mari                      |
| Bronsåldern         | Sena bronsåldern 1550 - 1200 f.Kr.      | Egyptiska Nya riket       |
| Bronsåldern         | Sena bronsåldern 1550 - 1200 f.Kr.      | Medel-assyriska riket     |
| Bronsåldern         | Sena bronsåldern 1550 - 1200 f.Kr.      | Kassiterriket             |
| Bronsåldern         | Sena bronsåldern 1550 - 1200 f.Kr.      | Hettiterriket             |
| Bronsåldern         | Sena bronsåldern 1550 - 1200 f.Kr.      | Mitanni                   |
| Järnåldern          | 1200 - 332 f.Kr.                        | Egyptiska Sentiden        |
| Järnåldern          | 1200 - 332 f.Kr.                        | Neo-assyriska riket       |
| Järnåldern          | 1200 - 332 f.Kr.                        | Neo-babyloniska riket     |
| Järnåldern          | 1200 - 332 f.Kr.                        | Persiska riket            |
| Järnåldern          | 1200 - 332 f.Kr.                        | Fenicien                  |
| Järnåldern          | 1200 - 332 f.Kr.                        | Israel                    |
| Grekisk-romersk tid | 332 f.Kr. - 632 e.Kr.                   | Ptolemaiska Egypten       |
| Grekisk-romersk tid | 332 f.Kr. - 632 e.Kr.                   | Seleukiderna              |
| Grekisk-romersk tid | 332 f.Kr. - 632 e.Kr.                   | Romarriket                |
| Grekisk-romersk tid | 332 f.Kr. - 632 e.Kr.                   | Bysantinska riket         |
| Grekisk-romersk tid | 332 f.Kr. - 632 e.Kr.                   | Partherriket              |
| Grekisk-romersk tid | 332 f.Kr. - 632 e.Kr.                   | Sassaniderriket           |
| Islamisk tid        | 632 - 1923 e.Kr.                        | Umayyader                 |
| Islamisk tid        | 632 - 1923 e.Kr.                        | Abbasider                 |
| Islamisk tid        | 632 - 1923 e.Kr.                        | Mamluk-sultanatet         |
| Islamisk tid        | 632 - 1923 e.Kr.                        | Seldjuker                 |
| Islamisk tid        | 632 - 1923 e.Kr.                        | Timur Lenk                |
| Islamisk tid        | 632 - 1923 e.Kr.                        | Osmanska riket            |